# Dorfkirche Delitz am Berge

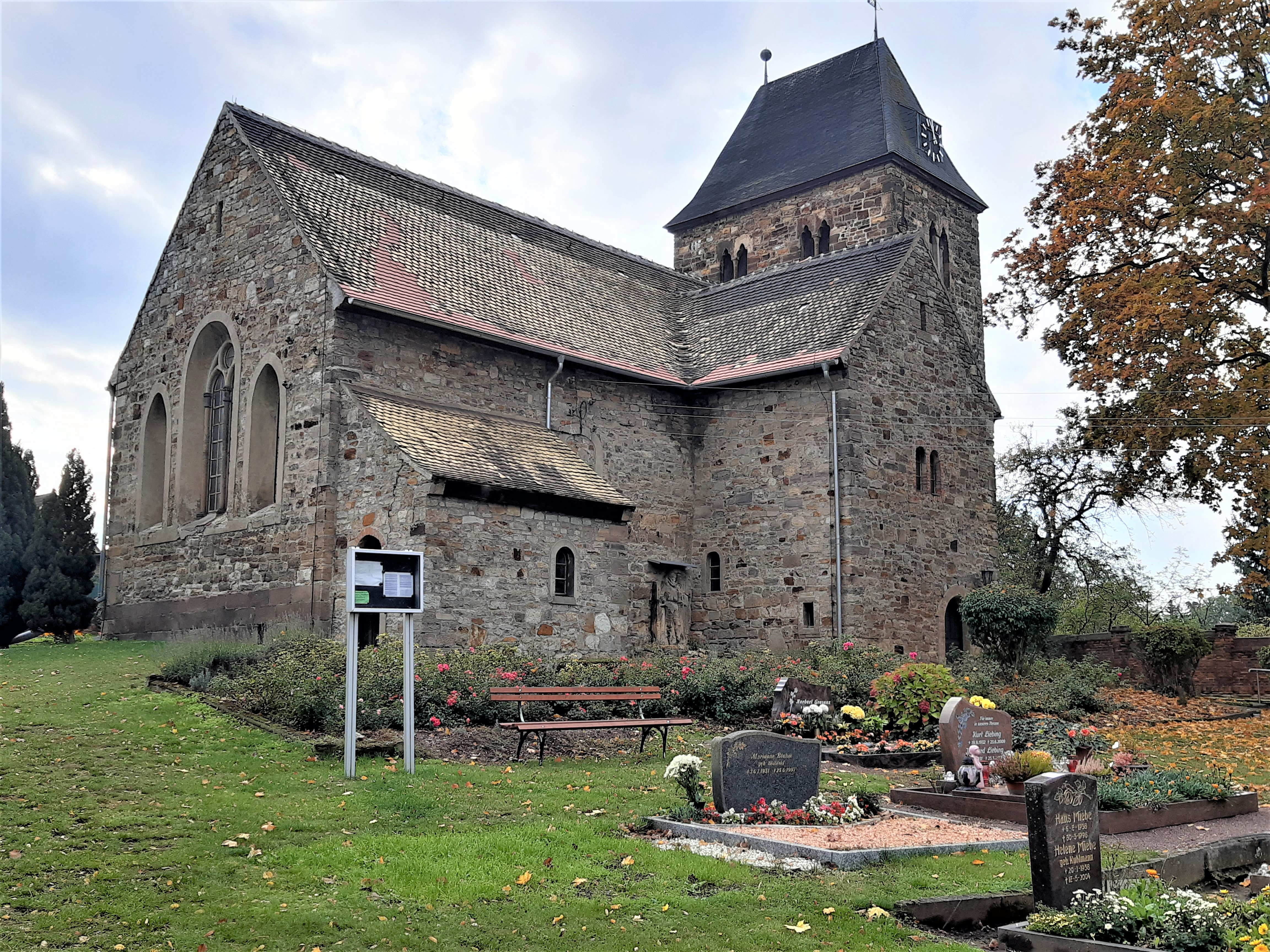
Kirche Delitz a.B. von Nordosten

Die Dorfkirche Delitz am Berge ist eine denkmalgeschützte evangelische Kirche im Ortsteil Delitz am Berge, Lauchstädter Straße 45, der Stadt Bad Lauchstädt in Sachsen-Anhalt. Im örtlichen Denkmalverzeichnis ist sie unter der Erfassungsnummer 094 20708   als Baudenkmal verzeichnet. Sie gehört zum  Pfarrbereich Bad Lauchstädt im Kirchenkreis Merseburg der Evangelischen Kirche in Mitteldeutschland.

## Geschichte
Die ursprünglich im 12. Jahrhundert als romanische Wehrkirche errichtete Kirche stammt in ihrer heutigen Form aus der Mitte des 13. Jahrhunderts, der Übergangszeit zwischen romanischer und gotischer Bauweise. Leichte Veränderungen erfuhr sie im Barock. Während des Dreißigjährigen Krieges im Jahr 1631 und während der Napoleonischen Kriege im Jahr 1806 kam es zu Plünderungen der Kirche.
Umfangreiche Restaurierungen und Neuausstattungen wurden von Mitte bis Ende des 19. Jahrhunderts durchgeführt. 1856 erhielt die Kirche eine neue Orgel. Zwei Glocken, die erneuert wurden, zersprangen bald wieder, so dass sie 1878 und 1882 neu gegossen werden mussten. Der Kirchhof wurde planiert und ab 1894 wieder für Beerdigungen eröffnet; der Aufgang in der Kirche wurde mit einer Freitreppe und einem eisernen Gitter versehen.
Im Jahre 1951 brannte die Kirche in der Nacht vom 4. zum 5. Juni bis auf die Grundmauern nieder; sämtliches Inventar wurde vernichtet. Bis zum Jahr 1954 wurde sie wieder aufgebaut und mit Leihgaben aus der Kirche St. Jakobi in Sangerhausen neu ausgestattet.
Für die gegenwärtige Erhaltung und Sanierung der Kirche setzt sich ein Förderverein ein.

## Architektur und Ausstattung

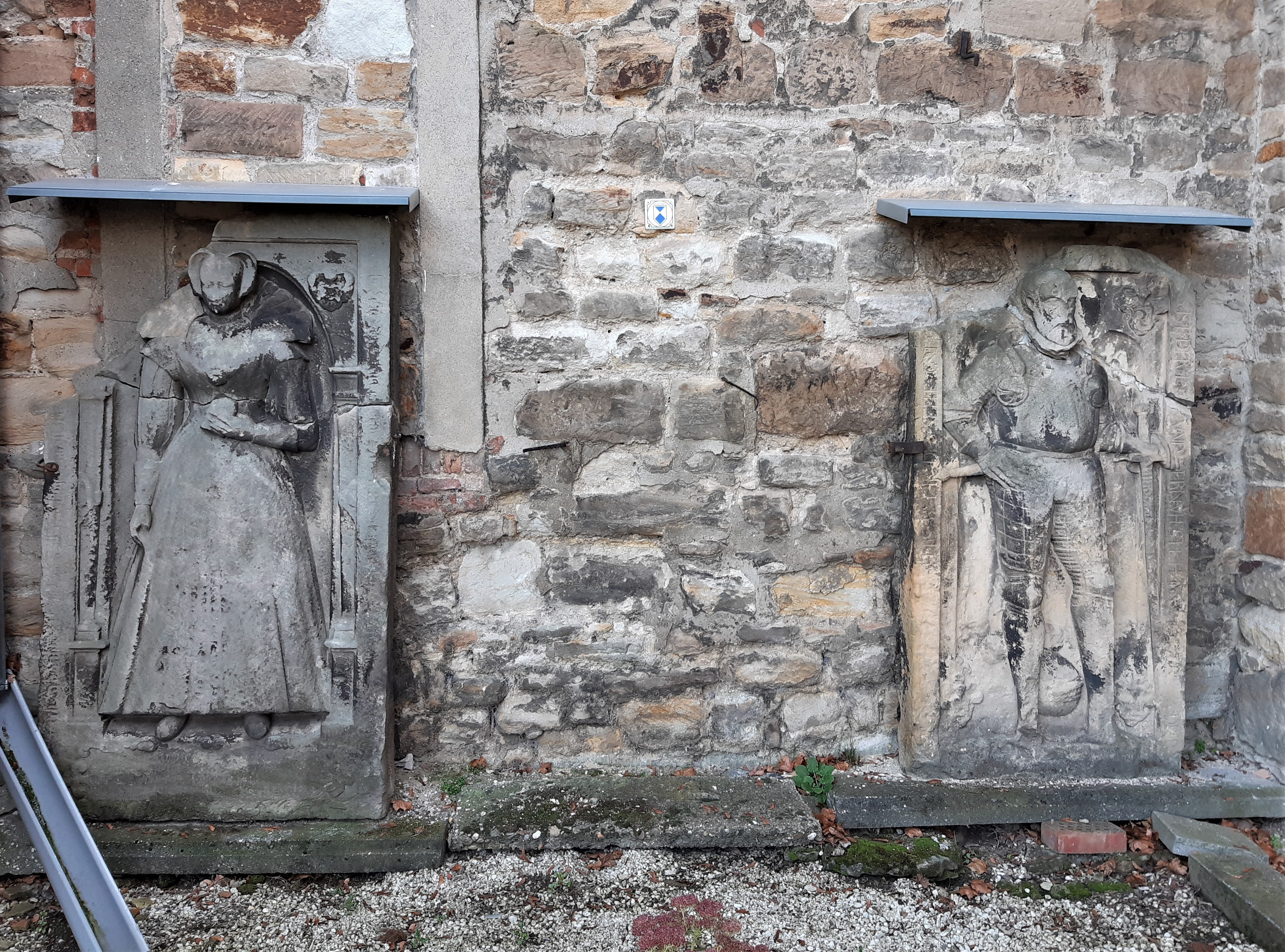
Epitaphe an der Nordseite der Kirche

Bei dem Kirchengebäude handelt es sich um eine Saalkirche; der Rechteckbau besitzt einen geraden Chorabschluss und einen gleich breiten, querrechteckigen Westturm. Die Schallarkaden sind kleine gekuppelte kleeblattbogige Fenster auf Mittelsäulchen. Die Ostwand des Chores hat drei spitzbogige Fenster, das zweiteilige mittlere ist mit klassisch schlichtem Maßwerk ausgestattet.
Innen besitzt die Kirche eine Flachdecke. Bemerkenswert ist eine lebensgroße hölzerne Triumphkreuzgruppe aus der Zeit um 1470, die aus der Jakobikirche in Sangerhausen stammt.
Auf dem Kirchhof befinden sich drei Inschriftgrabsteine aus dem 17. und 18. Jahrhundert sowie zwei anspruchsvolle Epitaphe an der Nordseite der Kirche mit bildlichen Darstellungen der Verstorbenen aus dem Anfang des 17. Jahrhunderts.
Auf dem östlichen Teil des Kirchhofs wurde 1893 ein repräsentatives Grabmal in Form einer Arkadenhalle der Gutsbesitzerfamilie von Zimmermann errichtet, die der Zisterzienser-Frühgotik nachempfunden ist.